# 5 Tracks Deep
5 Tracks Deep – trzeci album EP amerykańskiego zespołu Papa Roach, wydany w maju
1998 roku.

## Lista utworów
1. „Revenge In Japanese” – 3:56
2. „My Bad Side” – 3:42
3. „July” – 3:53
4. „Tambienemy” – 3:47
5. „Thrown Away” – 4:24

## Twórcy
- Jacoby Shaddix] – śpiew
- Jerry Horton – gitara, wokal wspierający
- Tobin Esperance – gitara basowa, wokal wspierający
- Dave Buckner – perkusja, instrumenty perkusyjne